# Historia de Aragorn y Arwen
La «Historia de Aragorn y Arwen» (en inglés, The Tale of Aragorn and Arwen) es un relato contenido en uno de los apéndices de la obra de J. R. R. Tolkien El Señor de los Anillos. Narra el amor del mortal Aragorn y la inmortal Arwen, una peredhil o medio elfa, desde su primer encuentro, su compromiso y su matrimonio, hasta las circunstancias de sus fallecimientos. Considerado por Tolkien como un relato «realmente esencial para la historia», se diferencia de los apéndices no narrativos porque prolonga la historia principal de la obra literaria, que de esta forma abarca hechos anteriores y posteriores; por eso no encaja en el texto central. El autor también comentó que otra razón para excluirlo es que su obra está narrada desde el punto de vista de los hobbits. 
Este relato tiene algunos paralelismos con «La historia de Beren y Lúthien», ambientada en una era anterior de la Tierra Media. Este hecho genera la sensación de profundidad histórica, en lo que los académicos consideraron un tratamiento similar al Infierno de Dante Alighieri. Algunos de los temas del cuento, mencionados por los especialistas, son la naturaleza del amor y la muerte, el porqué de la historia, su importancia y por qué fue relegada a un apéndice, la delgada línea entre el relato y la Historia, el balance entre una cristiandad abierta y el paganismo de sus personajes, y la paradoja de que si bien Tolkien era católico y su obra sigue esa religión, las sociedades de la Tierra Media carecen de religiones propias. Se ha mencionado que al dejar esta historia para un apéndice, la trama de El Señor de los Anillos queda privada de gran parte de su interés amoroso, y entonces el énfasis queda puesto en la acción.

## Contexto
La historia de Aragorn y Arwen se publicó en 1955, como la quinta sección de la primera parte del apéndice A del tercer tomo de El Señor de los Anillos, El retorno del rey. El argumento se sitúa en la Tercera y Cuarta Edad del universo ficcional de Tolkien, la Tierra Media. En el libro no se presentan con gran detalle las relaciones de Aragorn, excepto por una breve interacción con Éowyn, la dama de Rohan; Arwen casi no tiene diálogos y aparece en pocas ocasiones, hasta su casamiento al final de la obra. En una carta fechada el 6 de abril de 1955 para el editor Rayner Unwin, Tolkien afirmó que la historia era la única parte de los apéndices que era «realmente esencial para la historia». Los editores quisieron omitir completamente los apéndices en la primera edición en sueco, Sagan om ringen (1959-1961), pero el autor insistió en conservar la «Historia de Aragorn y Arwen», y aseguró que es «esencial para entender el texto principal en muchos pasajes»; por ello se conservó el relato, junto con el apéndice D. La primera edición en un único volumen de El Señor de los Anillos, que se publicó en 1968, descartó todos los apéndices, «excepto el de Aragorn y Arwen».
Christopher Tolkien, el hijo y albacea literario de J. R. R. Tolkien, describió el proceso de escritura de esta historia en el duodécimo y último volumen de su colección La historia de la Tierra Media. A partir de los manuscritos inéditos y los borradores de su padre, rastrea la evolución a través de varias versiones e historias enmarcadas, entre las que se cuentan «un experimento abandonado de insertarla en [una] historia del Reino del Norte», aunque concluye que «el plan original para la historia de Aragorn y Arwen se perdió». Las páginas del manuscrito original del diálogo de Arwen y Aragorn en el lecho de muerte de este último dan cuenta de que esta escena clave permaneció casi sin cambios con respecto a la versión publicada, y que fue redactada a gran velocidad.

## Marco
En el legendarium de Tolkien, el marco implica que la historia de Aragorn y Arwen fue escrita por Barahir, el nieto de Faramir y Éowyn, y que una versión abreviada del relato se incluyó en la copia que hizo Findegil del Libro de Thain. El especialista en Tolkien Giuseppe Pezzini mencionó que «el marco metatextual [...] está adecuadamente en armonía con el texto a través de mecanismos formales; los apéndices están plagados de glosas de los escribas, notas posteriores y referencias editoriales, pensadas para coincidir con la historia textual que se detalla en los Archivos de la Comarca». Christine Barkley, una académica cuyas áreas de estudio son la lengua inglesa, la literatura y el cine, analizó el narrador y la focalización de la historia, y concluyó que la mayor parte del relato fue narrada por Aragorn.

## Argumento
Durante una visita a Rivendel, Aragorn canta el Lay de Lúthien, la canción que cuenta la historia de una doncella élfica inmortal de la primera edad, que se casa con un hombre, Beren, y por ende, elige vivir como una mortal. Durante su canto, «Lúthien caminaba ante sus propios ojos en Rivendel»: ve a Arwen en el bosque y la llama Tinúviel, como Beren había hecho con su amada. Arwen revela que aunque no parezca mayor que él, en realidad tiene muchos años, ya que posee «la vida [inmortal] de los Eldar». Él se enamora de ella, pero Elrond el medio elfo, el padre de Arwen, sabe sin que le cuenten todo lo que había pasado, y por eso le anuncia a Aragorn que «un gran destino» lo espera: o bien, ser el mayor de su linaje desde Elendil, o caer en la oscuridad y no comprometerse con otra mujer hasta que haya demostrado ser digno. En respuesta, con «el don de adivinación de los de su estirpe», profetiza que el tiempo de Elrond en la Tierra Media está llegando a su fin y que Arwen tendrá que elegir entre su padre o permanecer en su lugar de nacimiento.
Aragorn y Arwen vuelven a encontrarse treinta años más tarde en Lothlórien; allí Galadriel «lo vistió de plata y de blanco, con un manto gris élfico y una gema brillante en la frente», con la apariencia de un señor de los elfos. Arwen luego lo ve y toma su decisión. Ambos se dirigen a la cima de Cerin Amroth, desde donde pueden ver la Sombra en el este (es decir, Mordor) y el Crepúsculo (hacia donde partirán los elfos) en el oeste, y se comprometen. Elrond le comunica a Aragorn que solo podrá casarse con su hija cuando sea rey de Gondor y Arnor, los antiguos reinos del sur y el norte de la Tierra Media.
Más tarde, Aragorn ayuda a la Compañía del Anillo y a las fuerzas del oeste para ganar la Guerra del Anillo contra los ejércitos de Mordor. En la Batalla de los Campos del Pelennor, despliega el estandarte de Arwen y es saludado como rey por el pueblo de Gondor. El Anillo Único es destruido, lo cual elimina el poder de los tres anillos élficos, entre los que se incluyen el de Elrond. Aragorn se convierte en rey de Gondor y Arnor, y en ese verano, él y Arwen se casan en Minas Tirith. Así concluye la Tercera Edad y Elrond parte de la Tierra Media para no regresar. Él y Arwen quedan separados por el mar y por «un destino más allá del fin del mundo».
Los esposos viven juntos como rey y reina de Gondor y Arnor por «ciento veinte años de gloria y ventura». Luego, con doscientos diez años y con el peso de su edad, Aragorn elige abandonar la vida antes de «caer del trono achacoso y decrépito». En el episodio que sigue, Aragorn y una dolida Arwen conversan sobre la naturaleza de la muerte y las consecuencias de la elección que ella hizo. Aragorn se tiende en el lecho de la «Casa de los Reyes en la Calle del Silencio» y luego de entregar la corona de Gondor y el cetro de Arnor a su hijo Eldarion, dice su último adiós a Arwen y muere, aunque su cuerpo permanece  en una «gloria radiante». Arwen «aún no estaba cansada de los días y ahora sentía el sabor amargo de la mortalidad que ella misma había elegido». La luz élfica desaparece de sus ojos y deja Gondor para irse a Lothlórien, ya abandonada, dado que sus gobernantes Galadriel y Celeborn se habían ido de la Tierra Media. Luego vaga entre los mellyrn mientras sus hojas caen, y se convierte en la última elfa viva de la Tierra Media; finalmente muere de vejez, como Lúthien.

## Recepción

### Ausencia de religiones

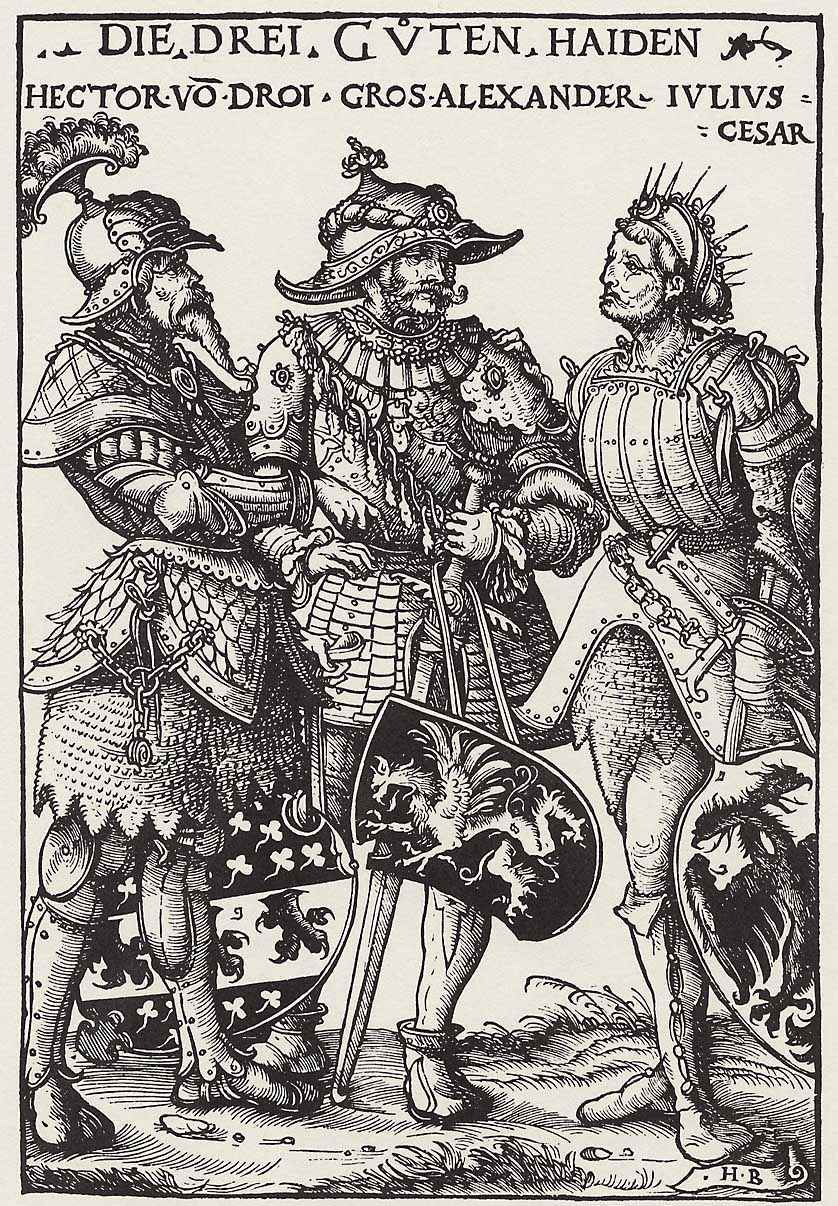
Tolkien tenía fe en un plan divino para los buenos paganos anteriores al cristianismo. En la imagen, un grabado de Hans Burgkmair titulado Los tres buenos paganos.

Tom Shippey, medievalista y especialista en literatura anglosajona y su uso en el género fantástico, analizó la historia debido a lo que ofrece para comprender el delicado balance entre un cristianismo declarado y el hecho de que sus personajes sean paganos, un término que Tolkien utiliza escasamente. El crítico menciona que tanto Aragorn como Arwen son paganos, aunque «él es notablemente virtuoso [...] sin siquiera las faltas de Théoden, y presiente su muerte como un santo [cristiano]». También observa que Arwen no tiene consuelo; no encuentra nada luego de la muerte, y rechaza las palabras finales de su esposo: «No estamos sujetos para siempre a los confines del mundo, y del otro lado hay algo más que recuerdos. ¡Adiós!». Shippey comenta que Arwen no queda confortada por estas palabras, y de hecho, no se observan en la historia las consolaciones tradicionales de las religiones. También menciona que Tolkien afirmó en una carta dirigida a un sacerdote jesuita que dejó de lado la religión en El Señor de los Anillos porque «queda absorbida en la trama y en el simbolismo».
Shippey explica que Tolkien, un católico apostólico romano devoto, «pensó o tuvo la esperanza de que Dios tuviera también un plan para [los buenos paganos], anteriores al cristianismo», para que los héroes como Aragorn fueran al Limbo en vez del Infierno. La historia contiene además otra escena de muerte: la de Gilraen, la madre de Aragorn. Ella tampoco queda confortada por la mención de Aragorn de «una luz más allá de las tinieblas», una frase que Shippey considera que puede ser la esperanza de la salvación, o simplemente la esperanza de ganar la Guerra del Anillo. En cualquier caso, el académico considera que la historia parece contener la creencia religiosa más profunda mencionada explícitamente en la Tierra Media, que hace que resulte en la ausencia de una religión, pero a la vez crea «la paradoja de una obra "fundamentalmente católica" que no menciona a Dios ni una vez».
En su estudio sobre la muerte y el morir en El Señor de los Anillos, Amy Amendt-Raduege afirma que el fallecimiento de Aragorn «sigue paso a paso el proceso descrito en el Ars moriendi», que detalla los preceptos cristianos sobre el buen morir, es decir, «la aceptación de la muerte, el rechazo de la tentación, el abandono de los bienes mundanos y el adiós final para la familia, y la afirmación final de la fe». La autora describe la muerte del personaje como «una de las escenas más conmovedoras de la historia».

### Relegación del final
Chris Walsh, un académico especializado en literatura inglesa, define la «Historia de Aragorn y Arwen» como un final alternativo de El Señor de los Anillos, ya que las palabras sombrías de Aragorn a su esposa contrastan con el «Bueno, regresé» de Sam Gamyi. Walsh menciona que en una carta Tolkien recalcó: «El pasaje por el Mar [hacia Valinor en el Oeste] no es la Muerte [...]. Tan solo me importa la Muerte como parte de la naturaleza física y espiritual del Hombre, y la Esperanza sin garantías. Por eso considero que la historia de Aragorn y Arwen es el más importante de los apéndices; es parte de la historia esencial [...]». Sarah Workman considera que la relegación de la historia a un apéndice no disminuye su importancia, y cita la misma carta. Por su parte, Walsh encuentra interesante el descubrir por qué si bien Tolkien «relegó con reticencia» la historia a un apéndice, Peter Jackson la incluyó en la trama principal de su trilogía cinematográfica, «estratégicamente ubicada casi exactamente en la mitad». La presentación que hizo la saga fílmica del relato difiere del libro, ya que une la llegada de Arwen, el despliegue del estandarte, la coronación y la boda; mientras que en la versión literaria, Aragorn «desplegó el estandarte de Arwen en la batalla de los Campos del Pelennor». Walsh destaca el hecho de que Jackson incluye un flashforward para mostrar la visión de Elrond sobre Arwen como la viuda del rey, con la frase «No hay nada para ti aquí, solo muerte», que aparece tanto en la película de Las dos torres y El retorno del Rey. Según Walsh, la historia hace hincapié en la muerte.
William Gray, historiador de la literatura y folclorista, consideró que la razón para relegar el final podría ser que no contribuye al entrelazamiento de la narración. El entrelazamiento es la técnica literaria del salto narrativo entre hilos paralelos. Gray mencionó que uno de los efectos de esta relegación es el énfasis en la acción dramática, a cambio del interés romántico. A la vez, sostiene que la historia es «una de las obras más emotivas de Tolkien. Es un relato sobre el amor duradero, que triunfa sobre circunstancias aparentemente imposibles de salvar, y sellado con el sacrificio de la inmortalidad élfica por parte de Arwen, para vivir con su marido humano por "ciento veinte años de gloria y ventura"».
El mismo Tolkien dio otra explicación: «La historia figura en un apéndice porque conté todo el argumento [de El Señor de los Anillos] más o menos a través de los hobbits, y eso se debe a que otro de los puntos principales de la historia para mí es el comentario de Elrond en el primer volumen: "Tal es a veces el curso de las acciones que mueve la rueda del mundo [...]"». La especialista en Tolkien Christina Scull menciona que como resultado de este punto de vista centrado en los hobbits, quienes leen por primera vez estas obras pueden estar «tan sorprendidos como los hobbits cuando Arwen y su escolta llegan a Minas Tirith».
| Año                              | «Historia de Aragorn y Arwen»                                                      | El Señor de los Anillos Trama principal                                            |
| -------------------------------- | ---------------------------------------------------------------------------------- | ---------------------------------------------------------------------------------- |
| Tercera Edad 241                 | (nacimiento de Arwen)                                                              | —                                                                                  |
| 2931                             | (nacimiento de Aragorn)                                                            | —                                                                                  |
| 2951                             | Aragorn se enamora de Arwen.                                                       | —                                                                                  |
| 2980                             | Aragorn y Arwen se comprometen.                                                    | —                                                                                  |
| 3018-9                           | Aragorn es elegido como miembro de la Compañía del Anillo en la guerra del Anillo. | Aragorn es elegido como miembro de la Compañía del Anillo en la guerra del Anillo. |
| 3019                             | Destrucción del Anillo Único.                                                      | Destrucción del Anillo Único.                                                      |
| 3019 1 de mayo                   | Coronación de Aragorn.                                                             | Coronación de Aragorn.                                                             |
| 3019 Día del solsticio de verano | Casamiento de Aragorn y Arwen.                                                     | Casamiento de Aragorn y Arwen.                                                     |
| Cuarta Edad 1                    | Viven como rey y reina                                                             | —                                                                                  |
| 120                              | Aragorn fallece en «gloria radiante».                                              | —                                                                                  |
| 120-121 Invierno                 | Arwen, descorazonada, abandona Minas Tirith y muere en Lothlórien.                 | —                                                                                  |

Mary R. Bowman, especialista en literatura medieval y renacentista, menciona que tanto la «Historia de Aragorn y Arwen» como el final del Apéndice B (una línea del tiempo detallada) son ejemplos de cómo los apéndices prolongan El Señor de los Anillos, ya que narran eventos de ciento veinte años después del capítulo final del texto principal. En esto se diferencias de los otros apéndices, que no son narrativos y añaden «material cultural y lingüístico».

### «Historia, verdadera o ficticia»
Bowman menciona que cuando Aragorn ve por primera vez a Arwen, canta sobre Lúthien Tinúviel y la llama por ese nombre, «como si la historia [de Lúthien y Beren] hubiera aparecido ante sus ojos», y luego compara su vida con la de Beren: «Dirigí mis ojos hacia un tesoro no menos querido que el tesoro de Thingol que Beren alguna vez deseara». Para Bowman, esto diluye la línea entre la ficción y la historia, algo que a Tolkien parecía agradarle, aunque fuera «verdadera o ficticia». De la misma manera, Dante Alighieri, en el Infierno (5.121-138) menciona que Paolo y Francesca trataron de imitar a Lancelot y Ginebra, personajes de la materia de Bretaña.
| Elementos                        | Tolkien El Señor de los Anillos | Dante Infierno     |
| -------------------------------- | ------------------------------- | ------------------ |
| Historia (ficción)               | «Historia de Aragorn y Arwen»   | Paolo y Francesca  |
| Imitación del relato «histórico» | «Historia de Beren y Lúthien»   | Lancelot y Ginebra |
| Presente en el legendarium       | El Silmarillion Legendarium     | Leyenda artúrica   |

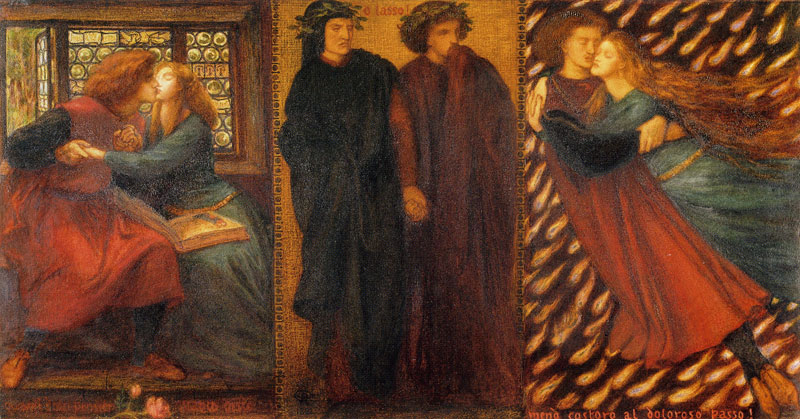
Mary Bowman compara los ecos históricos ficcionales de Beren y Lúthien en la «Historia de Aragorn y Arwen» con los ecos de Lancelot y Ginebra en la historia de Paolo y Francesca. En la imagen, una pintura alusiva de Dante Gabriel Rossetti, de 1862.

El especialista en Tolkien John D. Rateliff menciona que la «Historia de Aragorn y Arwen» constituye uno de los últimos pasajes en la cronología interna de El Señor de los Anillos, y que no termina solamente con la muerte de Arwen, sino con la afirmación de que su tumba está «en lo alto de Cerin Amroth; y allí estará la tumba verde, hasta que el mundo cambie, y los días de la vida de Arwen se hayan borrado para siempre de la memoria de los hombres que vendrán luego, y la elanor y la niphredil no florezcan más al este del Mar». Rateliff  también observa que esto apunta a un aspecto «bastante inusual» del libro en comparación con la fantasía moderna: está situado «en el mundo real, pero en una prehistoria imaginaria». Como resultado de esto, explica el teórico, Tolkien puede crear lo que desee en el pasado lejano, elfos, magos y hobbits, entre otras criaturas, dado que luego él destruye todo; de esta manera, el mundo moderno puede emerger de esas ruinas, solamente «con una o dos palabras, un par de leyendas vagas y tradiciones confusas» que den cuenta de él. Este autor también elogia y cita a Paul H. Kocher, un especialista en Literatura Inglesa: «Al final de esta épica, Tolkien inserta [...] premoniciones del futuro [de la Tierra Media], que la convierte en lo que hoy es el mundo. [...] Muestra los primeros pasos del largo proceso de retiro o desaparición de todas las otras especies inteligentes, lo que hace que el hombre quede efectivamente solo en la Tierra. [...] Los Ents podrían seguir en nuestros bosques, pero ¿qué bosques hemos dejado [intactos]? El proceso de exterminación ya había comenzado en la Tercera Edad y [...] Tolkien critica duramente su clímax hoy».
En esta historia de ascenso y caída, destaca Marjorie Burns, Tolkien, «de forma inteligente», logra incluir contenido relacionado con la promoción a la nobleza. La raza de los hombres no puede subir en la jerarquía, ya que Eru, los Valar y los elfos siempre están por encima de ellos. Pero los elfos abandonan la Tierra Media por su cuenta el final de la Tercera Edad, así los seres humanos pueden tomar su lugar. Además, aclara Burns, el matrimonio con Arwen aporta a la descendencia de Aragorn sangre élfica, cosa que transmite el poder y la nobleza de los elfos a Gondor.

### Amor y muerte
El experto en Tolkien Richard C. West destaca la semejanza entre Arwen y Lúthien, y analiza cómo la primera comprende la elección de su destino, entre el amor que siente por Aragorn, junto con la mortalidad, y los deseos de su padre, junto con la inmortalidad. Otros, como Bill Davis, estudian la exploración que hizo Tolkien sobre la mortalidad al presentar una elfa que desea morir. West también señala cómo Tolkien entrelaza la historia con la trama principal de El Señor de los Anillos, y da ejemplos de referencias directas e indirectas a Arwen, que solo cobran sentido o se hacen claras una vez que se lee el apéndice. Por ejemplo, el pasaje del intercambio de regalos con Galadriel en Lothlórien, cuando Aragorn se refiere a su prometida con las siguientes palabras: «Señora, conoces bien todos mis deseos y durante mucho tiempo guardaste el único tesoro que busco. Sin embargo, no depende de ti dármelo, aunque esa fuera tu voluntad; y solo llegaré a él internándome en las tinieblas». En respuesta, Galadriel le entrega una piedra élfica de color verde, que le da el nombre de «Elessar», engarzada en un broche de plata que le pertenecía a Arwen.

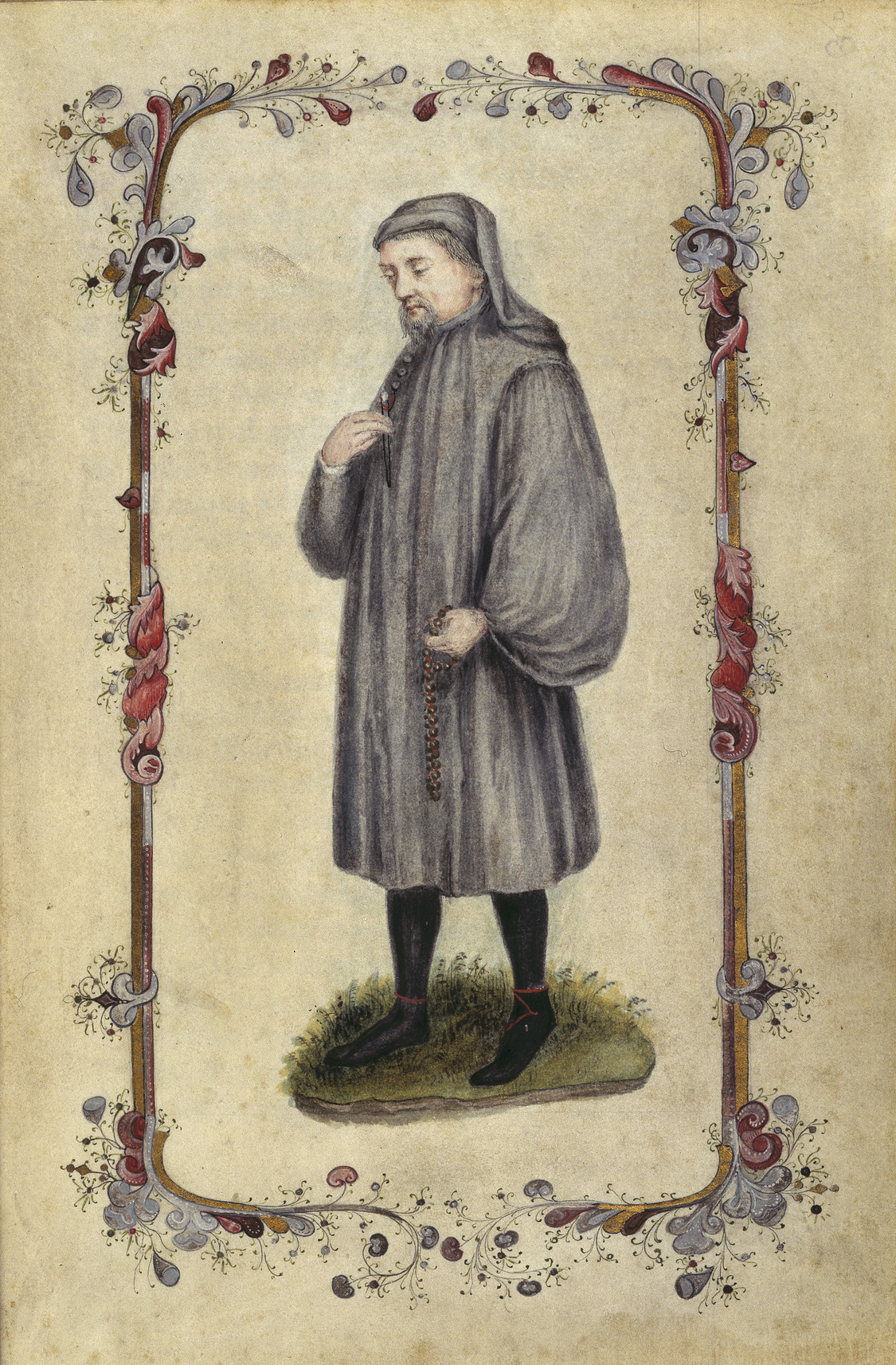
Bowers menciona que existe una influencia de Chaucer en la obra de Tolkien, y que los relatos que hacen Aragorn y Arwen sobre sus antepasados, al igual que sucede con los peregrinos de los Cuentos de Canterbury, los hacen más profundos.

West destaca una conexión adicional entre la historia del apéndice y el texto principal en su estudio del pasaje del campamento en la Cima de los Vientos, en el cual Aragorn (Trancos) les cuenta a los hobbits con una canción y con una explicación la «Historia de Beren y Lúthien». El teórico resalta el estado de ánimo de Aragorn y sus palabras: «[Lúthien] eligió la mortalidad y morir para el mundo, para así seguirlo [a Beren]», que «se alejaron juntos, hace muchos años, más allá de los confines de este mundo», y que ella murió, «solo ella de toda la raza élfica, y así perdieron lo que más amaban». West especula que Aragorn estaría pensando aquí en las consecuencias de que Arwen se casara con él, y luego afirma que la muerte solitaria de Arwen le parece «la tragedia más emotiva [de El Señor de los Anillos]». John M. Bowers sacó una conclusión similar sobre este momento en su obra sobre las influencias de Geoffrey Chaucer en Tolkien. Bowers, que examina este pasaje y la «Historia de Aragorn y Arwen», afirma que, como algunos peregrinos de los Cuentos de Canterbury, los relatos de Aragorn sobre sus ancestros «abren una ventana hacia sus deseos y miedos íntimos».
La especialista en Literatura Inglesa Anna Vaninskaya analizó la «Historia de Aragorn y Arwen» para constatar cómo Tolkien emplea la fantasía para tratar el tema del amor y la muerte, y el del tiempo y la inmortalidad. Dado que los elfos del autor son inmortales, enfrentan la cuestión de la muerte desde un lugar ventajoso y único. Sarah Workman resaltó que, en la historia, el lamento de Arwen por Aragorn le permite superar lo que Peter Brooks llamó la naturaleza interminable y «carente de sentido» de la inmortalidad. La autora también menciona la afirmación de Brooks de que toda la «narración es un obituario» y añade que desde esta postura Tolkien valoró el destino de Arwen: «La mirada doliente [de Arwen] permite que se transmita la memoria de Aragorn», o en las palabras de Tolkien que ella también cita: «Y allí yació largo tiempo, una imagen de esplendor de los Reyes de los Hombres en la gloria anterior al desgarramiento del mundo».
Christopher Garbowski, un especialista polaco en Religión en la Literatura y el Cine, señala que mientras que Tolkien compara a elfos y hombres en El Señor de los Anillos, presenta la condición de que si una elfa se une a un hombre debe renunciar a su inmortalidad. Esto ocurre dos veces en el Legendarium: con Lúthien y luego con Arwen. Según la mirada de este crítico, lo más dramático ocurre cuando Aragorn acepta voluntariamente su tiempo de morir, ofrecido por Ilúvatar (Dios), lo cual para él es «optimista». Arwen considera que es un regalo amargo de recibir; Garbowski menciona que en el discurso «Athrabeth Finrod ah Andreth», más tardío y más pesimista, Tolkien menoscaba ese regalo, lo que se acerca a la postura cristiana de que el cuerpo y el alma no se pueden separar.
El filósofo político Germaine Paulo Walsh compara el punto de vista de Tolkien de que «la habilidad para tener un criterio sensato está ligada a una creencia firme en la justicia última del cosmos, incluso ante circunstancias que parecen desesperadas» con las actitudes hacia la muerte en la Antigua Grecia. Según su estudio, Platón sostenía que Homero tomaba a Aquiles como modelo ante la muerte, que «la única respuesta sabia» al morir era la desesperación, mientras que el modelo de Tolkien es Aragorn, quien elige la muerte libremente, con «la antigua costumbre de los gobernantes de Númenor». Cuando Arwen le pide que aguarde, él admite que «la muerte es causa de dolor, pero no de desesperación». Walsh también comenta que es significativo que en ese momento Arwen lo llame Estel, su nombre de la infancia, que significa «Esperanza» o «Confianza»; ella tiene que confiar en su sabiduría y en su propia elección del amor y la muerte. El autor considera que Aragorn fue sabio al elegir su muerte como lo hizo porque se confirma en la transformación de su cuerpo luego de morir, que se hace hermoso, lo cual refleja «la bondad esencial de su alma», a diferencia de la muerte de Saruman, quien eligió el mal.
La académica Catherine Madsen destaca la reflexión sobre la mortalidad que se ve en la «decadencia» de la Tierra Media, amenazada por seres poderosos como Morgoth y Elbereth en la Primera Edad. Menciona que «Aragorn es un héroe y descendiente de héroes, pero fue criado escondido y recibió el nombre de Esperanza [Estel]; Arwen tiene la belleza de Lúthien, pero nació en el crepúsculo de su pueblo y su título es Estrella de la Tarde; ambos restauran la gloria original solo por un momento, antes de que el mundo cambie y "se desvanezca en la luz del día común"». Por su parte, Rateliff, sobre el tema de la evocación de lo perdido en la obra de Tolkien, describe el «regalo de los hombres» como el «aceptar la pérdida y la decadencia como partes esenciales del mundo, y traza paralelismos con otras producciones literarias del autor: Los elfos se aferran al pasado y por eso son arrastrados por él; en un mundo en decadencia, la aceptación de la inevitabilidad de la muerte es la única forma de atravesar las limitaciones del mundo, ya sea para Brendan, para Niggle o Arwen».
La escritora y medievalista Verlyn Flieger mencionó que ni los elfos ni nadie más sabe dónde van los hombres cuando abandonan la Tierra Media, y que lo más cerca que Tolkien estuvo de responder a la pregunta fue en su ensayo On Fairy-Stories: «Cuando, luego de especular y dado que "los cuentos de hadas son escritos por seres humanos, no por hadas", deben tratar con lo que él llama la gran huida, la huida de la muerte. También afirmó que "los cuentos humanos sobre los elfos están sin duda llenos de la huida de la mortalidad"». Flieger sugiere que dos de los «cuentos humanos» sobre los elfos de Tolkien realmente hacen hincapié en este tipo de escapismo: la historia de Beren y Lúthien y la de Aragorn y Arwen. En ambos casos, como los elfos no deberían morir, la autora se pregunta si el tema de fondo no es la muerte y la inmortalidad. Shippey comenta que «los temas de la huida ante la muerte y [...] la mortalidad son parte vital de la mitología de Tolkien». En 1968, durante una transmisión para la BBC2, Tolkien citó a la filósofa francesa Simone de Beauvoir y llamó a la inevitabilidad de la muerte como «la fuente y la clave de El Señor de los Anillos». En su edición anotada y expandida del ensayo ya citado, Tolkien On Fairy-stories, Flieger y Douglas A. Anderson comentaron sobre el pasaje de la huida de la muerte y citaron una carta del autor inglés de 1956: 

El verdadero tema de El Señor de los Anillos, para mí es [...] la muerte y la inmortalidad: el misterio del amor por el mundo en el corazón de una raza [los hombres], «condenados» a huir y a perderlo, la angustia en los corazones de otra raza [los elfos], «condenados» a no dejarlo, hasta que la historia y la llegada del mal sobrevienen. Pero al leer el tercer volumen y la historia de Aragorn [y Arwen], seguro lo notaron.

## Otras representaciones
- Born of Hope, una película hecha por fanáticos que muestra a los padres y la infancia de Aragorn.[34]

- «Aníron», una canción de amor en quenya, interpretada por Enya para las películas de la trilogía de Peter Jackson.[35]

- The Loss and the Silence, una pieza para cuarteto de cuerdas de Ezequiel Viñao, titulada así en referencia a la «Historia de Aragorn y Arwen».[36]

### Primarias
1. ↑  Tolkien, J. R. R. (1955). «Appendix A: Annals of the Kings and Rulers: I The Númenórean Kings: (v) The Tale of Aragorn and Arwen». The Return of the King (en inglés).
2. ↑  Tolkien, J. R. R. (1968). «Foreword». The Lord of the Rings (en inglés) (Londres: George Allen & Unwin). p. 10. ISBN 0-048-23087-1.
3. 1 2 3 4  Tolkien, J. R. R. (1996). «The Making of Appendix A: (II) The Tale of Aragorn and Arwen».  En Christopher Tolkien, ed. The Peoples of Middle-earth. HarperCollins. pp. 262-270. ISBN 978-0261103481.
4. ↑  Tolkien, J. R. R. (2000). «Prólogo: Nota sobre los archivos de la Comarca». El Señor de los Anillos: La comunidad del Anillo (Barcelona: Minotauro). p. 28. «El Libro de Thain fue así la primera copia del Libro Rojo y contiene muchas cosas hasta entonces omitidas o perdidas. En Minas Tirith se le añadieron numerosas anotaciones y citas en lenguas élficas y se le agregó una versión abreviada de parte de la historia de Aragorn y de Arwen, que no se refiere a la guerra. Se supone que la historia completa fue escrita por Barahir, nieto del intendente Faramir, poco después de la muerte del rey.»
5. 1 2 3 4 5 6 7 8 9 10  Tolkien, J. R. R. (2012). «Apéndice: Un fragmento de la historia de Aragorn y Arwen extraído de los anales de los reyes y gobernadores». El Señor de los Anillos: El retorno del rey (Buenos Aires: Minotauro). pp. 404-414.
6. ↑   Carpenter, Humphrey, ed. (1981), The Letters of J. R. R. Tolkien, Boston: Houghton Mifflin, #142, p. 172, ISBN 0-395-31555-7
7. ↑  Carpenter, Humphrey, ed. (1981), The Letters of J. R. R. Tolkien, Boston: Houghton Mifflin, #181, p. 237, ISBN 0-395-31555-7
8. 1 2   Carpenter, Humphrey, ed. (1981), The Letters of J. R. R. Tolkien, Boston: Houghton Mifflin, #186, p. 246, ISBN 0-395-31555-7
9. 1 2  Tolkien, J. R. R.. «Appendix B: The Tale of Years (Chronology of the Westlands)». The Lord of the Rings.
10. 1 2  Tolkien, JJR (2000). El Señor de los Anillos: La comunidad del Anillo (Barcelona: Minotauro). pp. 503-504.
11. ↑  Tolkien, JJR (2000). El Señor de los Anillos: La comunidad del Anillo (Barcelona: Minotauro). pp. 260-264.
12. ↑  Tolkien, J. R. R. (1993). «Part Four. Athrabeth Finrod ah Andreth».  En Christopher Tolkien, ed. Morgoth's Ring (en inglés). Boston & New York: Houghton Mifflin. pp. 303–366. ISBN 0-395-68092-1.
13. ↑  Tolkien, J. R. R. (1964). «On Fairy-Stories». Tree and Leaf (George Allen & Unwin). p. 59.

### Secundarias
1. ↑  Hammond, Wayne G.; Scull, Christina (2006). The J.R.R. Tolkien Companion and Guide (en inglés). Chronology. Harper Collins. p. 488. ISBN 978-0-618-39113-4.
2. 1 2  Hammond, Wayne G.; Scull, Christina (2005). The Lord of the Rings: A Reader's Companion (en inglés). HarperCollins. p. 681. ISBN 978-0-00-720907-1.
3. ↑  Hammond, Wayne G.; Anderson, Douglas A. (1993). J. R. R. Tolkien, A Descriptive Bibliography (en inglés) (2002 edición). Delaware y Londres: Oak Knoll Press y The British Library. p. 142. ISBN 978-0938-76842-5.
4. ↑  Hammond, Wayne G.; Anderson, Douglas A. (1993). J. R. R. Tolkien, A Descriptive Bibliography (en inglés) (2002 edición). Delaware y Londres: Oak Knoll Press y The British Library. p. 389–410. ISBN 978-0938-76842-5.
5. ↑  Pezzini, Guiseppe (2018). «The authors of Middle Earth: Tolkien and the mystery of literary creation». Journal of Inklings Studies (en inglés) 8 (1): 31-64. ISSN 2045-8797. doi:10.3366/ink.2018.0003. Consultado el 31 de julio de 2021.
6. ↑  Barkley, Christine (1996). «Point of View in Tolkien». Mythlore (en inglés) 21 (2): 256-262. Consultado el 31 de julio de 2021.
7. 1 2  Armstrong, Helen (1998). «There Are Two People in This Marriage». Mallorn (The Tolkien Society) 36: 5-12.
8. 1 2 3 4 5 6 7  Shippey, Tom (2005). The Road to Middle-Earth (en inglés) (tercera edición). Grafton (HarperCollins). pp. 229–230. ISBN 978-0261102750.
9. 1 2  Shippey, Tom (2001). J. R. R. Tolkien | Author of the Century. HarperCollins. pp. 177-179. ISBN 978-0261-10401-3.
10. ↑  Amendt-Raduege, Amy (2018). The Sweet and the Bitter: Death and Dying in J. R. R. Tolkien's The Lord of the Rings. Kent State University Press. pp. 28-29. ISBN 978-1-60635-305-9.
11. 1 2 3 4  Walsh, Chris (2009). «Refracted Light: Peter Jackson's The Lord of the Rings».  En Baker, Brian, ed. Textual Revisions (en inglés) (University of Chester). pp. 243-244. ISBN 978-1-908258-58-8. Consultado el 24 de agosto de 2021.
12. 1 2  Porter, Lynnette R. (2005). Unsung Heroes of the Lord of the Rings: From the Page to the Screen. Greenwood Publishing Group. p. 158. ISBN 978-0-275-98521-9. «[En la película] Gimli y Legolas le presentan a Aragorn los regalos de coronación más importantes: su corona y su prometida... Legolas dirige el contingente de elfos, que, sorprendiendo a Aragorn, escoltan a Arwen. Por eso, llevan a Aragorn a [asumir] sus dos roles más importantes: como rey y como esposo. [Traducción de la página en inglés]».
13. ↑  Fimi, Dimitra (2007). «Tolkien and Old Norse Antiquity».  En Clark, David; Phelpstead, Carl, eds. Old Norse Made New: Essays on the Post-Medieval Reception of Old Norse Literature and Culture (Viking Society for Northern Research: University College London). pp. 84-99. S2CID 163015967. Archivado desde el original el 26 de febrero de 2020. Consultado el 12 de agosto de 2022.
14. 1 2  Workman, Sarah (2014). «Female Valour Without Renown: Memory, Mourning and Loss at the Center of Middle-earth». A Quest of Her Own: Essays on the Female Hero in Modern Fantasy (en inglés) (McFarland). pp. 87-88. ISBN 978-1-4766-1763-3. Consultado el 24 de agosto de 2021.
15. ↑  Straubhaar, Sandra Ballif (2005). «Gilraen's Linnod : Function, Genre, Prototypes». Tolkien Studies (en inglés) 2: 235-244. ISSN 1547-3155. S2CID 170378314. doi:10.1353/tks.2005.0032. Consultado el 24 de agosto de 2021.
16. 1 2 3 4  Gray, William (2009). «J. R. R. Tolkien and the Love of Faery». Fantasy, Myth and the Measure of Truth : Tales of Pullman, Lewis, Tolkien, MacDonald and Hoffmann (Palgrave Macmillan). p. 102. ISBN 978-0-230-00505-1. OCLC 228503211.
17. ↑  Shippey, Tom (2005). The Road to Middle-Earth (tercera edición). Grafton (HarperCollins). pp. 181–190. ISBN 978-0261102750.
18. ↑  Scull, Christina (2006). «What Did He Know and When Did He Know It? | Planning, Inspiration, and 'The Lord of the Rings'».  En Hammond, Wayne G.; Scull, Christina, eds. The Lord of the Rings, 1954-2004 : Scholarship in Honor of Richard E. Blackwelder (Marquette University Press). p. 107. ISBN 0-87462-018-X. OCLC 298788493.
19. 1 2 3 4 5 6  Bowman, Mary R. (octubre de 2006). «The Story Was Already Written: Narrative Theory in "The Lord of the Rings"». Narrative (en inglés) 14 (3): 272-293. JSTOR 20107391. S2CID 162244172. doi:10.1353/nar.2006.0010.
20. 1 2 3 4  Rateliff, John D. (2006). «'And All the Days of Her Life Are Forgotten', 'The Lord of the Rings' as Mythic Prehistory».  En Hammond, Wayne G.; Scull, Christina, eds. The Lord of the Rings, 1954-2004 : Scholarship in Honor of Richard E. Blackwelder (en inglés) (Marquette University Press). pp. 67-100. ISBN 0-87462-018-X. OCLC 298788493.
21. ↑  Kocher, Paul H. (1974). Master of Middle-earth: The Achievement of J.R.R. Tolkien (en inglés). Penguin Books. pp. 14–15. ISBN 0140038779.
22. ↑  Burns, Marjorie (2006). «King and Hobbit: the exalted and lowly in Tolkien's created worlds».  En Hammond, Wayne G.; Scull, Christina, eds. The Lord of the Rings, 1954-2004 : Scholarship in Honor of Richard E. Blackwelder (Marquette University Press). pp. 149-150. ISBN 0-87462-018-X. OCLC 298788493.
23. 1 2 3 4 5  West, Richard C. (2006). «'Her Choice Was Made and Her Doom Appointed': Tragedy and Divine Comedy in the Tale of Aragorn and Arwen».  En Hammond, Wayne G.; Scull, Christina, eds. The Lord of the Rings, 1954-2004 : Scholarship in Honor of Richard E. Blackwelder (en inglés) (Marquette University Press). pp. 317-329. ISBN 0-87462-018-X. OCLC 298788493.
24. ↑  Davis, Bill (2013). «Choosing to Die: The Gift of Mortality in Middle-earth».  En Bassham, Gregory; Bronson, Eric, eds. The Lord of the Rings and Philosophy: One Book to Rule Them All (en inglés) (Open Court). pp. 123-136. ISBN 978-0-8126-9806-0. Consultado el 10 de agosto de 2022.
25. 1 2  Bowers, John M. (2019). Tolkien's Lost Chaucer. Oxford University Press. pp. 244-245. ISBN 9780198842675.
26. ↑  Vaninskaya, Anna (2020). «J. R. R. Tolkien: More Than Memory». Fantasies of time and death: Dunsany, Eddison, Tolkien (Palgrave Macmillan). pp. 153-228. ISBN 978-1-137-51837-8. OCLC 1134852757.
27. ↑  Garbowski, Christopher (2006). «Death».  En Drout, Michael D. C., ed. J. R. R. Tolkien Encyclopedia: Scholarship and Critical Assessment (Routledge). pp. 119-120. ISBN 1-135-88034-4.
28. 1 2 3 4  Walsh, Germaine Paulo (2015). «Philosophic Poet: J.R.R. Tolkien's Modern Response to an Ancient Quarrel».  En Wood, Ralph C., ed. Tolkien Among the Moderns (University of Notre Dame Press). pp. 30-31. ISBN 978-0-268-15854-5.
29. ↑  Madsen, Catherine (2004). «'Light from an Invisible Lamp' - Natural Religion in The Lord of the Rings».  En Chance, Jane, ed. Tolkien and the invention of myth : a reader (Lexington: University Press of Kentucky). p. 42. ISBN 0-8131-2301-1. OCLC 54938267.
30. 1 2  Flieger, Verlyn (2005). Interrupted Music: The Making of Tolkien's Mythology (en inglés). Kent State University Press. p. 46. ISBN 978-0-87338-824-5. Consultado el 11 de agosto de 2022.
31. ↑  Shippey, Tom (2005). «Another road to Middle-earth : Jackson's movie trilogy».  En Isaacs, Neil D.; Zimbardo, Rose A., eds. Understanding 'The Lord of the Rings': The Best of Tolkien Criticism (en inglés) (Houghton Mifflin Harcourt). p. 242. ISBN 0-618-42253-6. Consultado el 11 de agosto de 2022.
32. 1 2  Lee, Stuart D. (2018). «"Tolkien in Oxford" (BBC, 1968): A Reconstruction». Tolkien Studies (en inglés) 15: 115-176. ISSN 1547-3155. S2CID 171785254. doi:10.1353/tks.2018.0008. Consultado el 11 de agosto de 2022.
33. ↑  Tolkien, J. R. R. (2008).  Flieger, Verlyn; Anderson, Douglas A., eds. Tolkien On Fairy-stories. HarperCollins. p. 119. ISBN 978-0-00-724466-9.
34. ↑  Alberto, Maria (2016). «"The effort to translate": Fan Film Culture and the Works of J.R.R. Tolkien». Journal of Tolkien Research 3 (3).
35. ↑  Donnelly, K. J. (2006). «Musical Middle Earth».  En Mathijs, Ernest, ed. The Lord of the Rings: Popular Culture in Global Context. Columbia University Press. p. 309. ISBN 9781904764823.
36. ↑  Pincus, Andrew L. (4 de julio de 2006). «Juilliard serves a musical stew». The Berkshire Eagle (en inglés). Consultado el 11 de agosto de 2022.